# Stormy Weather (Beverly Hills, 90210)
Stormy Weather is de eenentwintigste aflevering van het vijfde seizoen van het tienerdrama Beverly Hills, 90210, die voor het eerst werd uitgezonden op 15 februari 1995.

## Verhaal
Als Kelly haar vriendinnen duidelijk wil maken dat ze ervoor kiest om met Finley door te gaan krijgt ze hoop protesten over haar heen. Als ze boos wegloopt dan wil Dylan haar beschermen, niet wetende dat dit het plan is van Dylan en Brandon om Dylan te laten infiltreren in Finley’s werk. Ondertussen probeert Brandon meer informatie te krijgen bij Hoofd Arnold. Dat gaat moeizaam maar uiteindelijk krijgt Brandon een naam van een oudgediende van Finley. Dylan gaat met Kelly naar een huwelijk die voltrokken wordt door Finley, na het huwelijk praten ze buiten wat bij wat eindigt in een kus. Als later Dylan een gesprek heeft bij Finley wil hij, als hij een grote financiële schenking doet dat Finley ervoor zorgt dat Kelly bij hem terugkomt. ’s Avonds belt Kelly bij Dylan aan met de mededeling dat zij verliefd op hem is. Ondertussen heeft Brandon een jongen gevonden die vroeger een volger was van Finley en met hem wordt Kelly nu geconfronteerd. Als Kelly nu weet hoe het zit besluit ze Finley te verlaten. Ze wil nu verder met Brandon, wat hard valt bij Dylan.
De bed relatie tussen Valerie en Ray blijft niet bij één nacht, Ray beseft dat hij hier niet mee kan doorgaan en wil ermee stoppen. Hier is Valerie het niet zo mee eens en zij wil er niet mee stoppen en dreigt Ray dat ze met Donna wil gaan praten.
Andrea heeft werk gevonden in het ziekenhuis waar Peter ook werkt. Daar wordt de relatie alsmaar intenser. Als ze staan te kussen in de lift worden ze bijna betrapt door Jesse.

### Rolverdeling
- Jason Priestley - Brandon Walsh
- Jennie Garth - Kelly Taylor
- Ian Ziering - Steve Sanders
- Gabrielle Carteris - Andrea Zuckerman
- Luke Perry - Dylan McKay
- Brian Austin Green - David Silver
- Tori Spelling - Donna Martin
- Tiffani Thiessen - Valerie Malone
- Carol Potter - Cindy Walsh
- James Eckhouse - Jim Walsh
- Mark D. Espinoza - Jesse Vasquez
- Kathleen Robertson - Clare Arnold
- Jamie Walters - Ray Pruit
- Joe E. Tata - Nat Bussichio
- James C. Victor - Peter Tucker
- Alan Toy - Patrick Finley
- Nicholas Pryor – Milton Arnold
- Caroline McWilliams - LuAnn Pruit